# Día das Letras Galegas

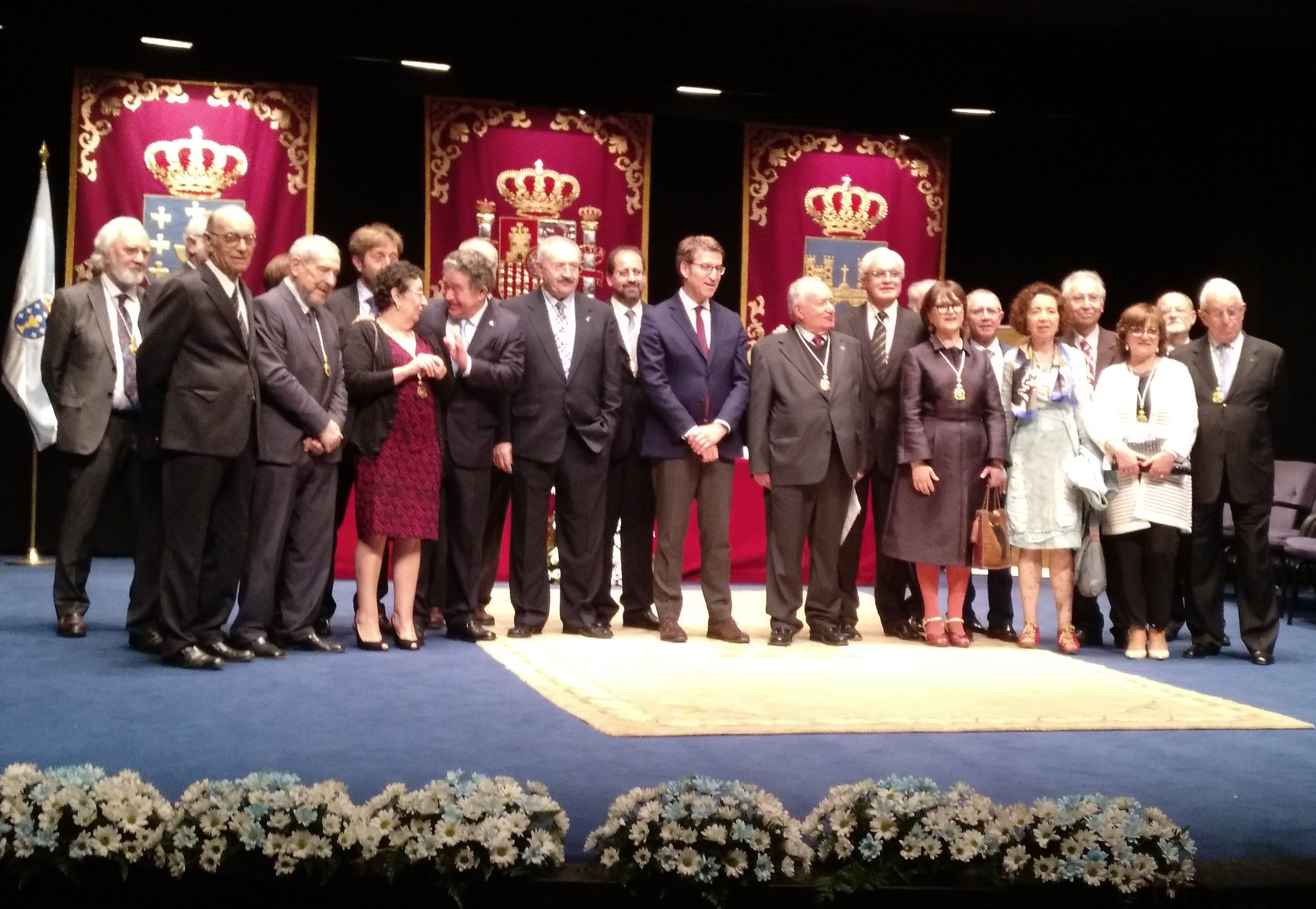
2018.

Il Día das Letras Galegas (lett. "Giorno delle Lettere Galiziane") è un giorno di esaltazione della lingua galiziana attraverso una manifestazione letteraria, che serve a onorare quelle persone che si distinsero per la creazione di opere letterarie in lingua galiziana o per la sua difesa. Le celebrazioni ebbero inizio il 17 maggio del 1963, in coincidenza con il centenario della prima edizione dei Cantares gallegos, di Rosalía de Castro.

## Storia

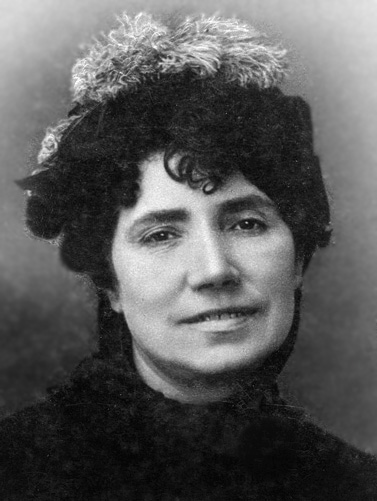
Rosalía de Castro, prima scrittrice ad essere onorata

Il 20 marzo del 1963, tre membri della Real Academia Galega (Manuel Gómez Román, Xesús Ferro Couselo e Francisco Fernández del Riego) proposero di celebrare il 17 maggio per raccogliere [e porre al centro dell'attenzione] il "materiale rinomato dell'attività intellettuale galiziana". Si è stimato che il libro di poesie di Rosalía potesse essere il primo capolavoro della letteratura galiziana contemporanea, vale a dire, la prima opera del Rexurdimento.
Per commemorare il primo giorno delle lettere venne pubblicata un'edizione critica di Cantares gallegos, realizzata da Fermín Bouza Brey. La manifestazione ebbe una portata e un significato straordinari, e fu molto ben accolta non solo a livello letterario ma anche in ambienti popolari. Da allora, il 17 maggio ogni anno viene dedicato a una figura significativa della letteratura galiziana, a condizione che nell'anno della sua commemorazione siano passati almeno dieci anni dalla sua scomparsa.
Fin da quando venne istituita questa celebrazione culturale, solamente nel 1998 fu dedicata ai poeti medievali Martín Codax, Xohán de Cangas e Mendinho, famosi per le loro cantigas.
Ufficialmente, si tratta di un giorno di carattere festivo in tutta la comunità autonoma della Galizia.

## Autori onorati
Gli autori che sono stati onorati in ciascuna di queste manifestazioni sono:
- 1963 Rosalía de Castro
- 1964 Alfonso Daniel Rodríguez Castelao
- 1965 Eduardo Pondal
- 1966 Francisco Añón Paz
- 1967 Manuel Curros Enríquez
- 1968 Florentino López Cuevillas
- 1969 Antonio Noriega Varela
- 1970 Marcial Valladares Núñez
- 1971 Gonzalo López Abente
- 1972 Valentín Lamas Carvajal
- 1973 Manuel Lago González
- 1974 Xoán V. Viqueira Cortón
- 1975 Xoán Manuel Pintos Villar
- 1976 Ramón Cabanillas
- 1977 Antón Vilar Ponte
- 1978 Antonio López Ferreiro
- 1979 Manuel Antonio Pérez
- 1980 Afonso X o Sabio
- 1981 Vicente Risco
- 1982 Luís Amado Carballo
- 1983 Manuel Leiras Pulpeiro
- 1984 Armando Cotarelo Valledor
- 1985 Antón Lousada Diéguez
- 1986 Aquilino Iglesia Alvariño
- 1987 Francisca Herrera Garrido
- 1988 Ramón Otero Pedrayo
- 1989 Celso Emilio Ferreiro
- 1990 Luis Pimentel
- 1991 Álvaro Cunqueiro
- 1992 Fermín Bouza-Brey
- 1993 Eduardo Blanco Amor
- 1994 Luis Seoane
- 1995 Rafael Dieste
- 1996 Xesús Ferro Couselo
- 1997 Ánxel Fole
- 1998 Martín Codax, Xohán de Cangas e Mendinho (unitamente, autori di cantigas medievali)
- 1999 Roberto Blanco Torres
- 2000 Manuel Murguía
- 2001 Eladio Rodríguez
- 2002 Frei Martín Sarmiento
- 2003 Antón Avilés de Taramancos
- 2004 Xaquín Lorenzo
- 2005 Lorenzo Varela
- 2006 Manuel Lugrís Freire
- 2007 María Mariño Carou
- 2008 Xosé María Álvarez Blázquez[3]
- 2009 Ramón Piñeiro[4]
- 2010 Uxío Novoneyra[5]
- 2011 Lois Pereiro[6]
- 2012 Valentín Paz-Andrade
- 2013 Roberto Vidal Bolaño[7]
- 2014 Xosé María Díaz Castro[8]
- 2015 Xosé Filgueira Valverde[9]
- 2016 Manuel María
- 2017 Carlos Casares
- 2018 María Victoria Moreno
- 2019 Antón Fraguas
- 2020 Ricardo Carballo Calero
- 2021 Xela Arias
- 2022 Florencio Delgado
- 2023 Francisco Fernández Del Riego
- 2024 Luísa Villalta